# Битва при Боже
47°32′31″ пн. ш. 0°06′11″ зх. д. / 47.542° пн. ш. 0.103° зх. д.
Битва при Боже — битва, що відбулася 22 березня 1421 року під час Столітньої війни в сучасному департаменті Мен і Луара між англійською та об'єднаною франко-шотландською армією. Завершилась повною поразкою англійців.
У ході рейду в південну Нормандію посилений шотландськими найманцями французький загін зіткнувся з англійським під командуванням Томаса Ланкастера, герцога Кларенса (брата Генріха V). Атакуючи шотландські передові пости, герцог Кларенс зі свитою відірвався від своїх військ, був відрізаний від головних сил, оточений і вбитий, а його вцілілі супутники потрапили в полон. Тіла герцога Кларенса і решти загиблих незабаром відбили англійські лучники.